# Odontamblyopus rebecca
Az Odontamblyopus rebecca a csontos halak (Osteichthyes) főosztályának a sugarasúszójú halak (Actinopterygii) osztályába, ezen belül a sügéralakúak (Perciformes) rendjébe, a gébfélék (Gobiidae) családjába és az Amblyopinae alcsaládjába tartozó faj.

## Előfordulása
Az Odontamblyopus rebecca a Csendes-óceán északnyugati részén fordul elő, Vietnám tenger partmenti vizeiben.

## Megjelenése
Ez a hal legfeljebb 14,1 centiméter hosszú. 30-31 csigolyája van. Feje és teste világosbarna színű, pofáján sötét foltokkal. Háti része, egészen a farokúszóig szürkésbarna. A farokúszó közepe feketés, a többi úszó áttetsző. Pikkelyei a fejbe és a testbe be vannak ágyazódva. Szemei kezdetlegesek, és bőr fedi őket. Alsó ajka alatt 8 kis tapogatószál látható. Mellúszóinak sugarai szabadok.

## Életmódja
Trópusi halfaj, amely egyaránt megél a sós- és brakkvízben is. A fenék közelében található meg.